# Labdia
Labdia é um gênero de traça pertencente à família Cosmopterigidae.